# Володимир (Дідович)
Володимир (в миру — Дідович Володимир Микитович; 16 вересня 1922, с. Матвіївці (Бірки, нині Шумського району Тернопільської області — 20 січня 1990, м. Мюнхен, Німеччина, похований у місті Баунд-Брук, США) — український релігійний діяч.

## Життєпис
Закінчив гімназію в місті Броди на Львівщині (1943). Воював в УПА. Студіював теологію у Польщі.
Від 1955 — в Німеччині, продовжував студії на факультеті права і суспільно-економічних наук УВУ в Мюнхені (1962), залишився тут докторантом. Тривалий час — вчений секретар Українського Вільного Університету, член Вищої церковної управи УАПЦ у Німеччині.
1982 року рукопокликаний на священика, призначений керівником європейського відділу митрополичої канцелярії УАПЦ. Прийняв чернецтво, возведений у сан архимандрита. 1983 року хіротонізований з титулом єпископа Лондонського, призначений керуючим єпархією у Великій Британії, вікарієм митрополита для спеціальних доручень, тимчасовим опікуном Австралійської та Новозеландської єпархії УАПЦ.
1986 року підвищений у сан архиєпископа, іменований правлячим архиєпископом Австралійським і Новозеландським з осідком у м. Канберра. Перевидав «Требник Петра Могили».